# Verlengde gedraaide vijfhoekige piramide
Een verlengde gedraaide vijfhoekige piramide is in de meetkunde het johnsonlichaam J11.
Zoals de naam al aangeeft kan men een verlengde gedraaide vijfhoekige piramide construeren door een vijfhoekige piramide, het johnsonlichaam J2, te verlengen. Dat kan door tegen het vijfhoekige grondvlak van de vijfhoekige piramide een pentagonaal prisma te plaatsen. Wanneer tegen de verlengde gedraaide vijfhoekige piramide zelf nog een vijfhoekige piramide wordt geplaatst, ontstaat een regelmatig twintigvlak.
De 92 johnsonlichamen werden in 1966 door Norman Johnson benoemd en beschreven.

## Bron
- (en)  MathWorld. Gyroelongated Pentagonal Pyramid.